# Apostolischer Nuntius in Japan
Der Apostolische Nuntius in Japan ist der ständige Vertreter des Heiligen Stuhles (also des Papstes als Völkerrechtssubjekt) bei der Regierung des Staates Japan. Eine Delegation des Heiligen Stuhls wurde offiziell am 26. November 1919 eingerichtet; eine Apostolische Nuntiatur besteht seit dem 28. April 1952.
- 1916–1921: Pietro Fumasoni Biondi
- 1921–1931: Mario Giardini B
- 1931–1933: Edward Aloysius Mooney
- 1933–1949: vakant
- 1949–1959: Maximilien de Fürstenberg
- 1960–1962: Domenico Enrici
- 1962–1966: Mario Cagna
- 1966–1973: Bruno Wüstenberg
- 1974–1977: Ippolito Rotoli
- 1977–1983: Mario Pio Gaspari
- 1983–1997: William Aquin Carew
- 1997–2004:  Ambrose Battista De Paoli
- 2005–2011: Alberto Bottari de Castello
- 2011–2020: Joseph Chennoth
- 2021–2023: Leo Boccardi
- seit 2024: Francisco Escalante Molina